# تپه گوری سرمیل
تپه گوری سرمیل در شهرستان دالاهو، بخش مرکزی، دهستان حومه، بافت مسکونی روستای سرمیل واقع شده و این اثر در تاریخ ۲۷ اسفند ۱۳۸۶ با شمارهٔ ثبت ۲۲۴۵۳ به‌عنوان یکی از آثار ملی ایران به ثبت رسیده است.